# 片原町停留場
片原町停留場（かたはらまちていりゅうじょう）は、富山県高岡市片原町にある万葉線の停留場。
重要伝統的建造物群保存地区に選定されている山町筋の最寄り駅であり、山町筋入口という副駅名がある。

## 歴史
- 1948年（昭和23年）4月10日：富山地方鉄道の地鉄高岡（現・高岡駅） - 伏木港間の開業により開設。
- 1959年（昭和34年）4月1日：事業譲渡により加越能鉄道の駅となる。
- 2002年（平成14年）4月1日：事業譲渡により万葉線の駅となる。
- 2005年（平成17年）11月1日：副駅名が設定される。

## 停留場構造
相対式ホーム2面2線の地上駅。のりばは安全地帯がなく路面に白線でペイントされただけの簡易なものであり、上屋はない。交換設備があり、列車交換が可能。
高岡駅 - 当停留場間は路面上で毎年5月1日に開催される高岡御車山祭などイベントにより運休し、当停留場から越ノ潟方面へ折り返す区間運行になる。

## 停留場周辺
- 片原町商店街
- 山町筋（重要伝統的建造物群保存地区）
- 瀧の白糸の碑
- 高岡信用金庫 本店

## 隣の停留場
万葉線
■万葉線（高岡軌道線）
末広町停留場 - 片原町停留場 - 坂下町停留場